# Växlets fyrar
Växlets fyrar är två ledfyrar, Växlet norra och Växlet södra, i Furusundsleden i Stockholms skärgård. De är belägna utanför Bergsholmen mellan Väringsö och Yxlan, Växlet södra omkring 250 meter sydost om Växlet norra.
Fram till 1880 fanns bara fyrar som krävde heltidsbemanning och ingen av dessa låg i Stockholms skärgårds farleder. År 1881 sattes den första gasoljefyren i Stockholms skärgård ut i en träkur på skäret Växlet. Den hade fast låga, med en roterande skärm som gav ett blinkande sken, för att skilja det från andra ljuskällor och den permanentades 24 september 1882. Gasoljefyrar behövde tillsyn en gång i veckan vilket höll nere kostnaderna avsevärt. Fram till 1886 anlades 88 gasoljefyrar av Lotsverket, den sista på Växlet södra, som sköttes av deras personal eller inhyrda lokalt boende. Fyrarna eldades med gasolja fram till 1889 då de ersattes med fotogendrift. År 1905 fick Växlets norra fyr rött, vitt och grönt klippsken och sattes upp på bock. Den kompletterande fyren Växlet södra fick granitfundament och kropp av betong, och en acetyleneldad fyr av Gustaf Dahléns modell år 1906.
Den första tillsynsmannen vid Växlet var Jan Erik Nilsson på Löparö. Han var egentligen skeppare men fick titeln ändrad till fyrvaktare i husförhörslängden år 1883. Han hade ansvaret fram till sin död 1913, då det övertogs av familjen Persson på närliggande ön Rävsund.
År 1937 uppgraderades fyren till AGA-teknik och behovet av tillsyn minskade dramatiskt och togs över helt av myndigheternas personal. De drevs då med acetylen fram till 1986 då fyrarna elektrifierades.